# Corylus potaninii
Corylus potaninii là một loài thực vật có hoa trong họ Betulaceae. Loài này được Bobrov mô tả khoa học đầu tiên năm 1936.